# Giovanni Caterino
Giovanni Caterino (Milano, 21 gennaio 1972) è un dirigente sportivo ed ex calciatore italiano, di ruolo difensore o centrocampista.

## Carriera

### Giocatore
Ha giocato in Serie B con le maglie di Palermo, Lucchese, Fidelis Andria e Catanzaro per un totale di 137 presenze e una rete.

### Dirigente
Il 2 maggio 2011 ha ottenuto la qualifica di direttore sportivo.

## Palmarès

### Club

#### Competizioni nazionali
- Serie C1: 1

Catanzaro: 2003-2004